# Buiu
Edvan Rodrigues da Silva, mais conhecido como Buiu (Caetité, 9 de outubro de 1981) é um ator brasileiro.
Começou a trabalhar com apenas seis anos de idade no humorístico A Praça É Nossa, do SBT, onde fez parceria com Jorge Lafond, morto em 2003.

## Biografia
Segundo contou, a mãe biológica fora abandonada pelo companheiro ao saber de sua gravidez e após seu nascimento foi levado para um abrigo em Caetité; a mãe, que bebia, deixava o menino na rua e, quando ele tinha quatro anos, um comerciante vindo de São Paulo em visita aos irmãos se encantou com o menino e, tendo a concordância da genitora, levou-o consigo para o sul. Lá a esposa do comerciante não aceitou a ação do marido, que lhe tencionara fazer uma surpresa; ele morou por um mês em casa de uma vizinha e, quando passou a morar na casa de seu benfeitor, era maltratado pela mulher dele. Ele ficava no bar do pai adotivo com uma pequena viola, o que chamava a atenção dos frequentadores. Quando o pai adotivo morreu, ele foi adotado pela vizinha.

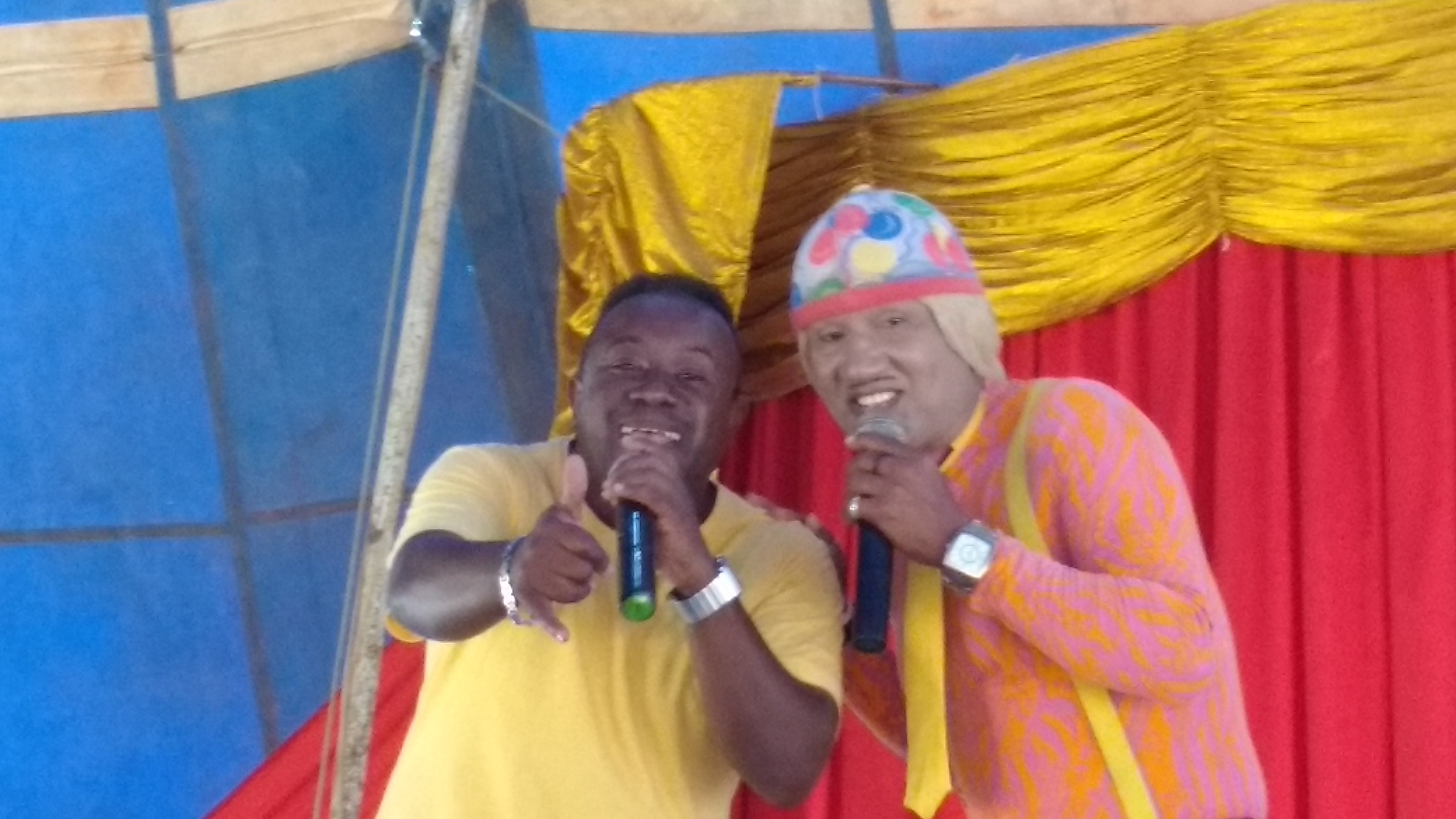
Buiu com um "cover" de Tiririca, em apresentação circense.

Buiu foi descoberto pelo ator Arnaud Rodrigues que, encantado com a criança, levou-o para um teste no SBT e ali foi contratado, com apenas seis anos de idade, fazendo um quadro de sucesso ao lado de Rodrigues. Ali, no especial de natal de 1991, Carlos Alberto de Nóbrega vestiu-se de Papai Noel e dava-lhe presentes enquanto Buiu simbolizava "todos os meninos de rua".
Buiu chegou a contracenar com Pelé no humorístico e teve seu ponto alto interpretando "Azeitona", parceiro de "Vera Verão". Quando Jorge Lafond morreu em 2003, ele foi demitido da emissora que passava por dificuldades financeiras. Sem outra formação e tendo trabalhado somente ali, teve que se sustentar vendendo pastéis ou como servente de pedreiro. Em 2007, por intercessão de Márcia Goldschmidt, foi contratado pela RedeTV! e atuou nas "pegadinhas" de João Kléber. Voltou ao SBT em 2010, interpretando um garçom no mesmo programa em que iniciou a carreira.
Numa crítica aos atores negros no humorismo brasileiro, André Carrico compara-os a Antônio Carlos Bernardes Gomes (Mussum), dizendo que "apesar das várias habilidades de cada um desses bufões tão díspares, nenhum agregou tantos recursos à composição de seus tipos".
Então residindo em Diadema, Buiu foi um dos pretendentes à prefeitura local em 2012, pelo PMN.
Além da participação na televisão, atua em circos pelo país.

## Filmografia
- Quem Te Viu, Quem Te Vê (RedeTV!, 2003), direção de João Kléber, filme para TV.[7]